# Elazar
Elazar (hebr. ‏אלעזר‎) – wieś i osiedle żydowskie położone w Samorządzie Regionu Gusz Ecjon, w Dystrykcie Judei i Samarii, w Izraelu.

## Położenie
Osiedle jest położone w bloku Gusz Ecjon w górach Judzkich, pośrodku drogi z Jerozolimy do Hebronu, w Judei, w otoczeniu terytoriów Autonomii Palestyńskiej.

## Historia
Osada została założona w 1975 przez grupę religijnych osadników żydowskich.